# Dylan Dog (Film)
Dylan Dog ist eine US-amerikanische Horror-Komödie aus dem Jahr 2010. Es handelt sich hierbei um eine Verfilmung des italienischen Comics Dylan Dog. Kevin Munroe führt Regie, Brandon Routh spielt die namensgebende Hauptfigur Dylan Dog.

## Handlung
Dylan Dog, die Hauptfigur eines italienischen Comics, ist ein Privatdetektiv. Er arbeitet zusammen mit seinem Freund und Partner Marcus an eher unspektakulären Fällen, bis eines Tages die junge Elizabeth bei ihm anruft und ihn zu sich bittet. Sie erklärt ihm, etwas Übernatürliches hätte ihren Vater ermordet und verweist auf eine Visitenkarte von ihm. Auf dieser steht „No Pulse? No Problem!“, sie stammt aus einer Zeit, als sich Dylan noch mit Themen wie Zombies und Vampiren beschäftigte. Doch dieses Leben hatte er auf Grund des Todes seiner damaligen Freundin hinter sich gelassen, daher lehnt er den Auftrag ab. Als später jedoch sein Partner Marcus ebenfalls ermordet wird, nimmt er den Auftrag an.
Die Spur führt Dylan zur Werwolffamilie Cysnos, genauer zur Tochter des Clanchefs. Als diese ebenfalls ermordet wird, verdächtigt er zunächst einen jungen Vampir. Dieser ist jedoch der Freund des Werwolfmädchens gewesen und wird ebenfalls von einem Zombie ermordet. Mittlerweile ist Marcus, Dylans Partner, ebenfalls zu einem Zombie geworden und findet sich nur schwer mit seiner neuen Situation ab, begleitet Dylan jedoch bei seinen Ermittlungen.
Im Zuge der weiteren Recherchen findet Dylan heraus, dass sowohl die Vampire als auch die Werwölfe hinter einem Schmuckstück, dem Herz von Belial, her sind, welches dem Besitzer bei richtiger Anwendung die Macht über einen Dämon namens Belial gibt. Dylan gelingt es schließlich, das Schmuckstück an sich zu bringen, wird dann aber von Vargas, dem Clanchef der Vampire, gefangen genommen. Dieser versucht mit dem Herz von Belial Elizabeth, die Auftraggeberin, zu Belial zu verwandeln. Es stellt sich aber heraus, dass Elizabeth in Wahrheit eine Dämonenjägerin ist und Belial ihrerseits für ihre Zwecke nutzen möchte. Es gelingt ihr, Vargas zu Belial zu verwandeln. Dieser gehorcht ihr jedoch nicht und versucht seinerseits Dylan zu töten. Erst als Elizabeth von Werwölfen getötet wird, verliert Belial seine Macht und wird zurück in das Schmuckstück transferiert. Dylan gibt das Schmuckstück den Werwölfen zur sicheren Verwahrung. Der Film endet damit, dass Dylan seinen zum Zombie verwandelten Freund Marcus zum vollwertigen Partner seiner Detektei macht und in Zukunft wieder mehr mysteriöse Fälle übernehmen möchte.